# St. Maria (Weiterskirchen)

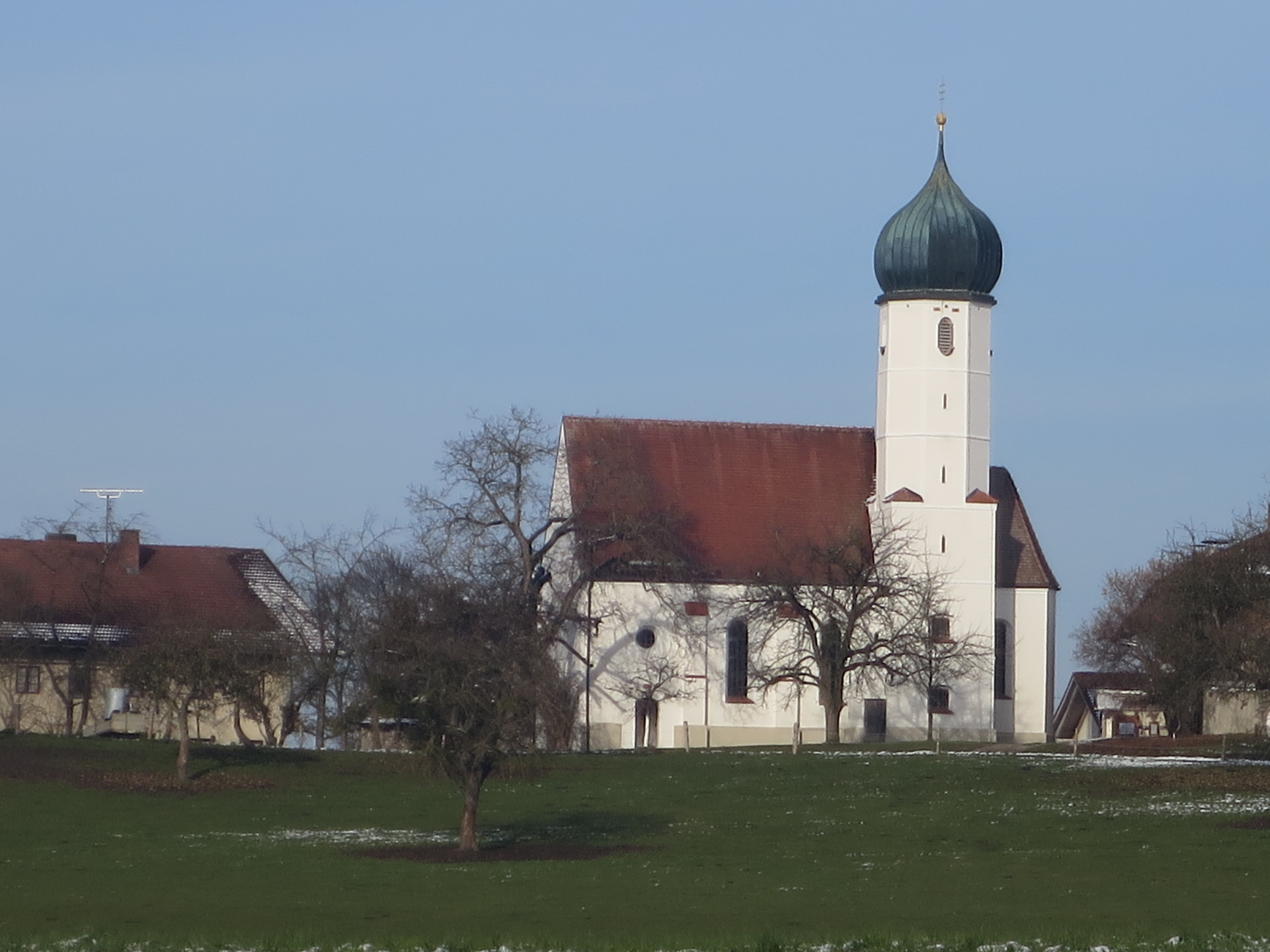
St. Maria in Weiterskirchen

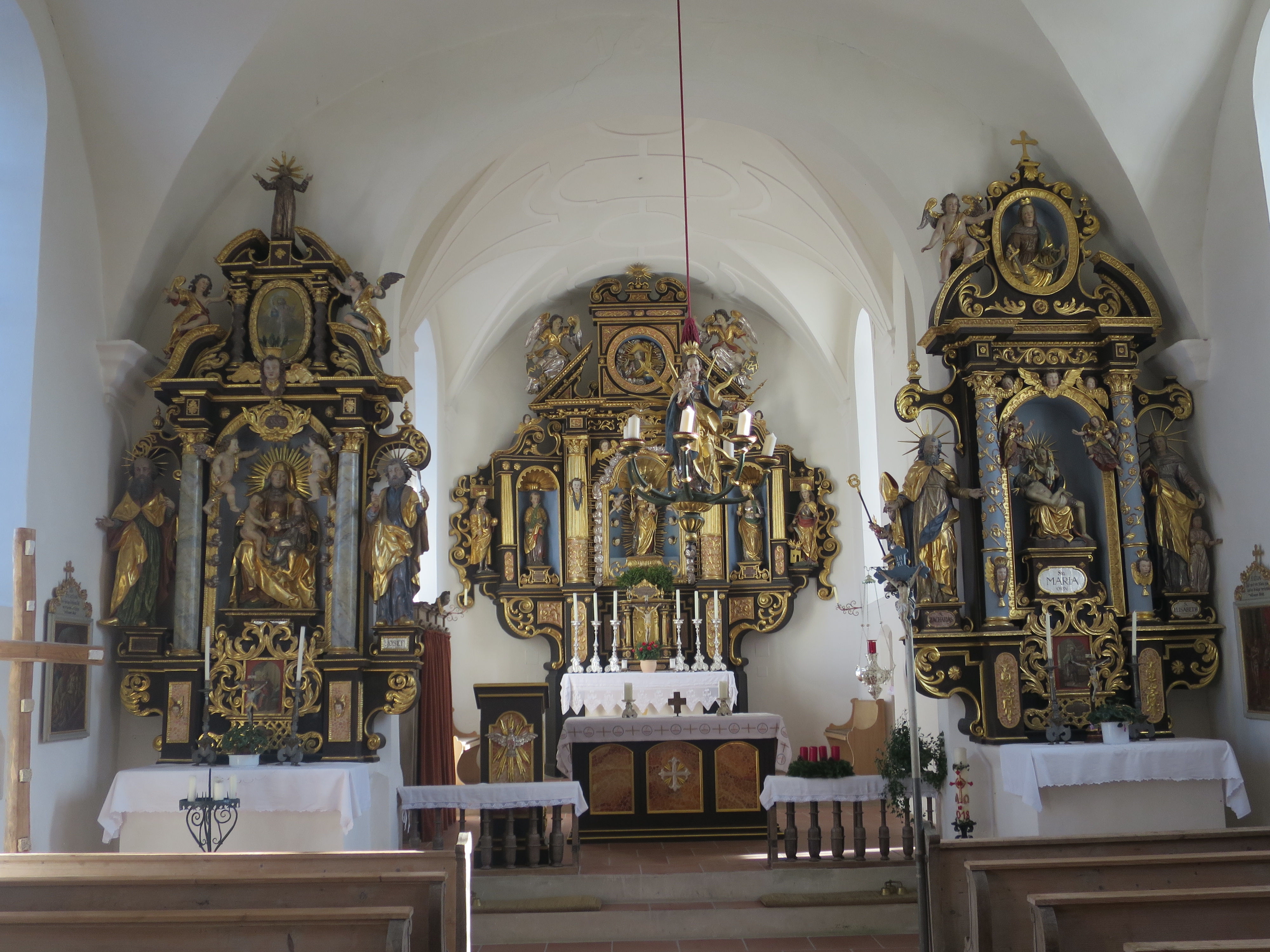
Altäre

Die römisch-katholische Filialkirche St. Maria steht in Weiterskirchen, einem Gemeindeteil von Baiern im oberbayerischen Landkreis Ebersberg. Sie ist in der Liste der Baudenkmäler in Baiern (Landkreis Ebersberg) unter der Nr. D-1-75-113-29 eingetragen. Die Kirche gehört zum Dekanat Ebersberg im Erzbistum München und Freising.

## Beschreibung
Die Saalkirche wurde um 1642 erbaut. Sie besteht aus dem Langhaus, dem eingezogenen Chor im Osten und dem Chorflankenturm auf quadratischem Grundriss an der Südwand des Chors. Der mit einer Zwiebelhaube bedeckte Turm ist im oberen Teil achteckig und enthält den Glockenstuhl mit vier Glocken. Im Obergeschoss der Sakristei in der Südwestecke von Chorflankenturm und Langhaus befindet sich ein Oratorium, das über einen Treppenturm erreicht wird.

## Orgel

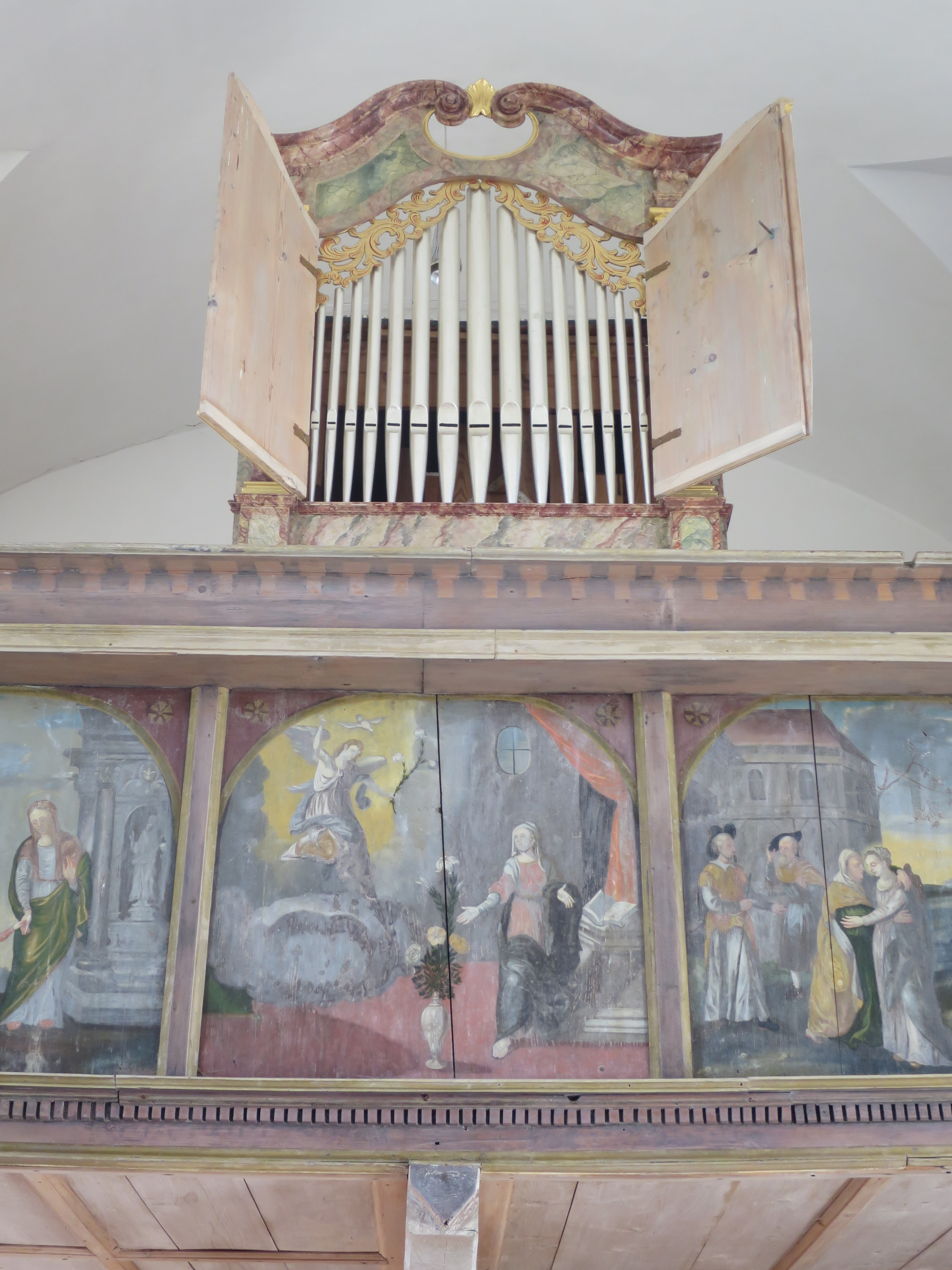
Orgel

Auf der Empore steht ein Positiv mit vier Registern eines unbekannten Erbauers um 1730. Das Instrument mit Flügeltüren hat eine Kurze Oktave. Es wurde 1980 von Hubertus von Kerssenbrock restauriert. Die Disposition lautet:
| Manual CDEFGA–c3 |    |
| Copel            | 8′ |
| Flöte            | 4′ |
| Quint            | 3′ |
| Principal        | 2′ |

## Geläut
Die Kirche verfügt über drei Bronze-Glocken, zwei aus der Erbauungszeit der Kirche und die kleinste noch achtzig Jahre älter. Die Glocken im Einzelnen:
| Nr. | Gussjahr | Gießer                        | Durchmesser [mm] | Schlagton | Inschrift                                      |
| --- | -------- | ----------------------------- | ---------------- | --------- | ---------------------------------------------- |
| 1.  | 1643     | Bernhard Ernst, München       | 647              | es2/e2    | BERNHARD ERNST IN MINCHEN GOSS MICH MDCXXXXIII |
| 2.  | 1643     | Bernhard Ernst, München       | 596              | f2        | BERNHARD ERNST IN MINCHEN GOSS MICH 1643       |
| 3.  | 1562     | Sebastian Rosenkranz, München | 440              | h2        | SEBASTIAN ROSENKRANZ GOS MICH MDLXII IAR       |